# غسان سلامة

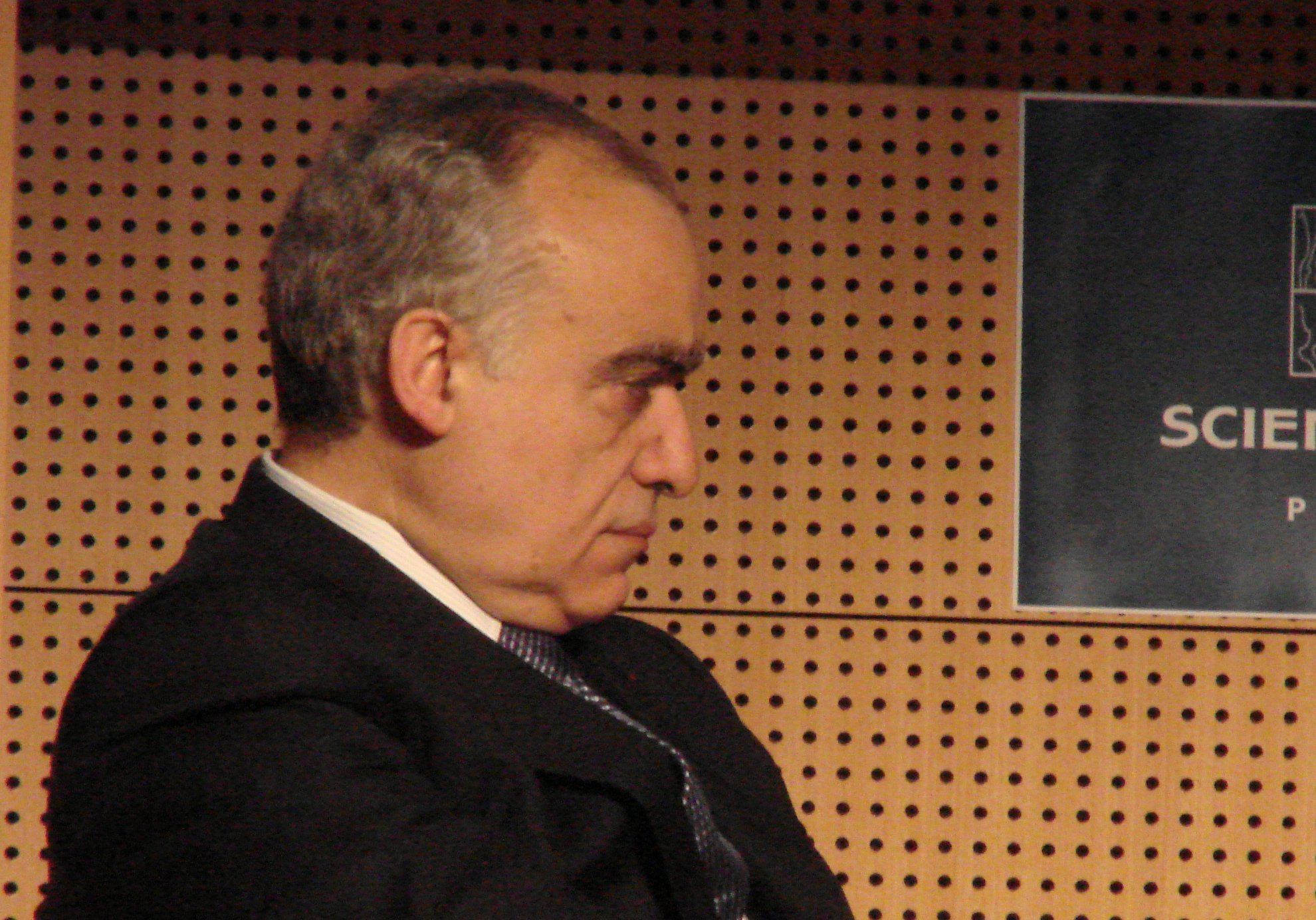
غسان سلامة

غسان سلامة (ولد سنة 1951)، سياسي لبناني وأستاذ العلوم السياسية في جامعة السوربون. شغل منصب وزير الثقافة اللبناني من عام 2000 إلى 2003. كما شغل منصب رئيس بعثة الأمم المتحدة للدعم في ليبيا من 2017 إلى 2020. في فبراير 2025 تم تعيينه وزير الثقافة في مجلس الوزراء اللبناني.

## حياته العملية
- تولى وزارة الثقافة في ظل حكومة رئيس الوزراء الأسبق رفيق الحريري من عام 2000 إلى 2003.
- خلال توليه وزارة الثقافة، كُلّف بتنظيم القمة العربية في بيروت التي تبنت المبادرة العربية السعودية للسلام مع إسرائيل، وكُلّف بتنظيم القمة الفرنكوفونية في لبنان، خلال تكليفه بالقِمتين كان متحدثاً رسمياً ورئيساً للهيئة التنظيمية.
- تنظيم القمة الفرنكفونية في بيروت خلال إدارته لم يكلف الخزينة اللبنانية أي مبلغ، بل كان قائماَ على عمل تطوعي بحت (حوالي 150 متطوع).
- كان ضمن وفد الأمم المتحدة المبعوث إلى العراق بعد الاحتلال الأمريكي 2003, وكاد أن يلقى مصرعه في حادثة تفجير مبنى الأمم المتحدة في بغداد.
- له العديد من المؤلفات بالفرنسية والعربية منها:-
  - المجتمع والدولة في المشرق العربي.
  - السياسة الخارجية السعودية منذ عام 1945 دراسة في العلاقات الدولية.
  - نحو عقد عربي جديد - بحث في الشرعية الدستورية.
  - التسوية «الشروط المضمون، الأثار».
  - من الارتباك إلى الفعل التحولات العالمية وآثارها العربية.
  - أمريكا والعالم إغراء القوة ومداها.
- عمل مستشاراً للأخضر الابراهيمي خلال مهمته للعراق وسوريا. لم يتم اختياره مبعوثاً أممياً لسوريا بسبب وجود شرط أن لا يكون المبعوث الأممي من دولة مجاورة، وبالتالي تم تفعيل عقده كمستشار في الأمم المتحدة.

نال الرباعي التونسي جائزة نوبل للسلام، بعد تطبيق أفكاره التي طرحها باجتماع معهم، ويقول د غسان سلامة أن ذلك يرجع لوعي المسؤولين التونسيين لخطورة الوضع القائم آنذاك حيث بدأت الاغتيالات لأول مرة في تونس، وبالتالي تخلّى الجميع عن السلطة لصالح حكومة تكنوقراط لمصلحة البلاد.
- كان مرشحاً لمنصب الأمانة العامة لليونسكو، لكن انسحب بسبب عدم ترشيح لبنان له وانقسام الترشيح العربي بين مرشحي لبنان وقطر ومصر.

جوهر برنامجه للأمانة العامة لليونسكو كان ربط التعليم بسوق العمل.
- اختير من قبل القائمين على معرض الشارقة الدولي للكتاب الدورة 35 عام 2016 م ليكون «الشخصية الثقافية» لدورته الـ35 وذلك تقديرا لالتزامه الفكري والمعرفي بهموم المنطقة وللقيم الأخلاقية والثقافية التي يحملها مشروعه الفكري والسياسي، وتم تكريمه من حاكم الشارقة.
- عمل منذ حزيران 2017 حتى مارس 2020 كمبعوث خاص للأمم المتحدة في ليبيا.